# Eduardas Balsys
Eduardas Kosto Balsys (født 20. december 1919 i Mykolajiv, Ukraine, død 3. november 1984 i Druskininkai, Litauen) var en litauisk komponist, hornist, tubaist, professor, lærer og formand.
Balsys var født i Ukraine af litauiske forældre. Han spillede althorn og tuba i forskellige ungdomssymfoniorkestre og begyndte at studere komposition på det Litauiske Statsmusikonservatorium i Vilnius hos Antanas Račiūnas. Han tog også postgraduat-uddannelse i komposition ved Musikonservatoriet i Leningrad hos Viktor Volosjinov. Balsys underviste som professor og lærer i komposition på det Litauiske Statsmusikkonservatorium og var formand for Komponistforeningen i Litauen. Han har skrevet en symfoni, orkesterværker, kammermusik, operaer, koncertmusik, folkloremusik, filmmusik etc. 

## Udvalgte værker
- Symfoni-Koncert (1977) - for orgel, blæsere og slagtøj
- Dramatiske Vægmalerier (1965) - for violin, klaver og orkester